# Angelo Quaglia
Pour les articles homonymes, voir Quaglia.
Angelo Quaglia (né le 28 août 1802 à Corneto, dans la région du Latium et mort le 27 août 1872 à Rome) est un cardinal italien du XIXe siècle. 

## Biographie
Angelo Quaglia exerce des fonctions au sein de la Curie romaine, notamment à la Rote et à la Congrégation du Concile de Trente. 
Le pape Pie IX le crée cardinal au consistoire du 27 septembre 1861. En 1863, il est nommé par le pape préfet de la Congrégation des évêques. Il participe au Concile de Vatican I en 1869-1870. Le cardinal Quaglia est camerlingue en 1871.

### Sources
- Fiche du cardinal sur le site fiu.edu